# Olympische Sommerspiele 1964/Volleyball
Bei den Olympischen Sommerspielen 1964 in Tokio wurden zum ersten Mal Volleyballturniere für Frauen und Männer ausgetragen. Es war zugleich das erste Mal überhaupt, dass bei Olympischen Spielen für Frauen eine Mannschaftssportart ausgetragen wurde.

## Qualifikation
Bei den Männern qualifizierten sich
- der Gastgeber Japan
- die drei Ersten der Weltmeisterschaft 1962 Sowjetunion, Tschechoslowakei und Rumänien
- der Sieger eines im Dezember 1963 in Alexandria ausgetragenen Qualifikationsturniers für Afrika Marokko, das aber verzichtete, sodass der Vierte der Weltmeisterschaft Bulgarien nachrückte
- die jeweils besten Mannschaften aus Nord- und Südamerika bei den Panamerikanischen Spielen 1963 USA und Brasilien
- der Sieger eines im Dezember 1963 in Neu-Delhi ausgetragenen Qualifikationsturniers für Asien Südkorea
- der (hinter Rumänien) Zweite der Europameisterschaft 1963 Ungarn
- Da vom Internationalen Volleyball-Verband auch ein Vertreter „Westeuropas“ gewünscht war, lud dieser für Januar 1964 die Mannschaften Frankreichs, Italiens, der Niederlande und der Türkei zu einem Qualifikationsturnier nach Brüssel ein. Es traten aber nur Italien und die Niederlande an. Mit einem 3:2-Sieg qualifizierte sich die Niederlande für Olympia. Diese Qualifikation wurde vom NOK der Niederlande aber erst akzeptiert, nachdem die Niederlande auch den im April 1964 in Hengelo ausgetragenen Westeuropa-Cup im Endspiel mit 3:1 gegen Frankreich gewonnen hatte.[1]

Bei den Frauen qualifizierten sich
- der Gastgeber Japan
- die beiden Ersten der Weltmeisterschaft 1962 Sowjetunion und Polen
- der Sieger bei den Panamerikanischen Spielen 1963 USA
- der (hinter Japan) Zweite der Asienspiele 1962 Südkorea
- der (hinter der Sowjetunion und Polen) Dritte der Europameisterschaft 1963 Rumänien

## Modus
Bei den Männern spielten alle zehn qualifizierten Mannschaften in einer Gruppe nach dem Modus „jeder gegen jeden“ ausgetragen. Die erfolgreichste Mannschaft dieser Runde wurde Olympiasieger, die zweitbeste gewann Silber, die dritte Bronze.
Bei den Frauen spielten sechs Mannschaften nach dem gleichen Prinzip.
Die Spiele wurden vom 11. bis 23. Oktober in Tokio ausgetragen.

## Spielplan Männer
Die Sowjetunion gab in den ersten vier Spielen keinen Satz ab, ehe sie dann gegen die Tschechoslowakei in den fünften Satz musste und schließlich gegen Japan verlor. Die restlichen drei Spiele gewannen die sowjetischen Männer wieder mit jeweils 3:0 und krönten sich letztlich zum ersten Olympiasieger im Volleyball. Silbermedaillengewinner Tschechoslowakei hatte mit seinem 2:3 gegen den neuen Titelträger ebenfalls nur eine einzige Niederlage zu verzeichnen, musste aber der sowjetischen Auswahl aufgrund des schlechteren Satzverhältnisses den Vortritt lassen. Gastgeber Japan holte die Bronzemedaille.
| Platz | Team             | Sätze | Punkte |
| ----- | ---------------- | ----- | ------ |
| 1.    | Sowjetunion      | 25:5  | 16     |
| 2.    | Tschechoslowakei | 26:10 | 16     |
| 3.    | Japan            | 22:12 | 14     |
| 4.    | Rumänien         | 19:15 | 12     |
| 5.    | Bulgarien        | 20:16 | 10     |
| 6.    | Ungarn           | 18:18 | 8      |
| 7.    | Brasilien        | 13:23 | 6      |
| 8.    | Niederlande      | 11:24 | 4      |
| 9.    | USA              | 10:23 | 4      |
| 10.   | Südkorea         | 9:27  | 0      |

| 13. Oktober | USA              | Niederlande      | 3:0 |
|             | Tschechoslowakei | Ungarn           | 3:2 |
|             | Bulgarien        | Brasilien        | 3:0 |
|             | UdSSR            | Rumänien         | 3:0 |
|             | Japan            | Südkorea         | 3:0 |
| 14. Oktober | UdSSR            | Niederlande      | 3:0 |
|             | Rumänien         | Brasilien        | 3:0 |
|             | USA              | Südkorea         | 3:2 |
|             | Ungarn           | Japan            | 3:0 |
|             | Tschechoslowakei | Bulgarien        | 3:2 |
| 15. Oktober | Rumänien         | Bulgarien        | 3:2 |
|             | UdSSR            | Südkorea         | 3:0 |
|             | Tschechoslowakei | Japan            | 3:1 |
|             | Niederlande      | Brasilien        | 3:2 |
|             | Ungarn           | USA              | 3:0 |
| 17. Oktober | Japan            | Bulgarien        | 3:1 |
|             | Tschechoslowakei | USA              | 3:0 |
|             | Rumänien         | Niederlande      | 3:0 |
|             | UdSSR            | Ungarn           | 3:0 |
|             | Brasilien        | Südkorea         | 3:1 |
| 18. Oktober | Rumänien         | Südkorea         | 3:2 |
|             | Brasilien        | Ungarn           | 3:2 |
|             | UdSSR            | Tschechoslowakei | 3:2 |
|             | Bulgarien        | Niederlande      | 3:2 |
|             | Japan            | USA              | 3:1 |
| 19. Oktober | Bulgarien        | USA              | 3:0 |
|             | Niederlande      | Südkorea         | 3:1 |
|             | Japan            | UdSSR            | 3:1 |
|             | Tschechoslowakei | Brasilien        | 3:0 |
|             | Rumänien         | Ungarn           | 3:1 |
| 21. Oktober | Japan            | Brasilien        | 3:2 |
|             | Bulgarien        | Südkorea         | 3:1 |
|             | Tschechoslowakei | Rumänien         | 3:1 |
|             | Ungarn           | Niederlande      | 3:1 |
|             | UdSSR            | USA              | 3:0 |
| 22. Oktober | Ungarn           | Südkorea         | 3:2 |
|             | Tschechoslowakei | Niederlande      | 3:1 |
|             | Brasilien        | USA              | 3:2 |
|             | Japan            | Rumänien         | 3:0 |
|             | UdSSR            | Bulgarien        | 3:0 |
| 23. Oktober | UdSSR            | Brasilien        | 3:0 |
|             | Tschechoslowakei | Südkorea         | 3:0 |
|             | Bulgarien        | Ungarn           | 3:1 |
|             | Japan            | Niederlande      | 3:1 |
|             | Rumänien         | USA              | 3:1 |

## Spielplan Frauen
Die Entscheidung um die Goldmedaille fiel im abschließenden Spiel zwischen den beiden einzig noch ungeschlagenen Teams aus Japan und der Sowjetunion. Am Ende triumphierten die Gastgeberinnen souverän mit 3:0 und wurden somit erster Olympiasieger im Volleyball der Frauen. Hinter den sowjetischen Frauen sicherte sich Polen mit einem Sieg im letzten Spiel gegen Rumänien die Bronzemedaille.
| Platz | Team        | Sätze | Punkte |
| ----- | ----------- | ----- | ------ |
| 1.    | Japan       | 15:1  | 10     |
| 2.    | Sowjetunion | 12:3  | 8      |
| 3.    | Polen       | 10:6  | 6      |
| 4.    | Rumänien    | 6:9   | 4      |
| 5.    | USA         | 3:12  | 2      |
| 6.    | Südkorea    | 0:15  | 0      |

| 11. Oktober | UdSSR    | Rumänien | 3:0 |
|             | Japan    | USA      | 3:0 |
| 12. Oktober | UdSSR    | Südkorea | 3:0 |
|             | Polen    | USA      | 3:0 |
|             | Japan    | Rumänien | 3:0 |
| 13. Oktober | Rumänien | USA      | 3:0 |
|             | Polen    | Südkorea | 3:0 |
| 14. Oktober | Japan    | Südkorea | 3:0 |
| 15. Oktober | UdSSR    | Polen    | 3:0 |
| 17. Oktober | UdSSR    | USA      | 3:0 |
| 18. Oktober | Japan    | Polen    | 3:1 |
| 19. Oktober | Rumänien | Südkorea | 3:0 |
| 21. Oktober | USA      | Südkorea | 3:0 |
| 22. Oktober | Polen    | Rumänien | 3:0 |
| 23. Oktober | Japan    | UdSSR    | 3:0 |

## Medaillen

### Männer
| Platz | Land             | Spieler |
| ----- | ---------------- | --- |
| 1     | Sowjetunion      | Juri Tschesnokow, Waleri Kalatschichin, Georgi Mondsolewski, Jurij Pojarkow, Ivans Bugajenkovs, Nikolai Burobin, Witali Kowalenko, Eduard Sibirjakow, Dmitri Woskoboinikow, Jurij Wenherowskyj, Wascha Katscharawa, Staņislavs Lugailo |
| 2     | Tschechoslowakei | Václav Šmídl, Josef Šorm, Zdeněk Huhmal, Josef Labuda, Josef Musil, Petr Kop, Milan Cuda, Karel Paulus, Bohumil Golián, Boris Perušič, Pavel Schenk, Ladislav Toman                                                                    |
| 3     | Japan            | Yutaka Demachi, Naohiro Ikeda, Toshiaki Kosedo, Tsutomu Koyama, Masayuki Minami, Teruhisa Moriyama, Katsutoshi Nekoda, Yasutaka Satō, Sadatoshi Sugahara                                                                               |

### Frauen
| Platz | Land        | Spielerinnen |
| ----- | ----------- | --- |
| 1     | Japan       | Masae Kasai, Emiko Miyamoto, Kinuko Tanida, Yuriko Handa, Yoshiko Matsumura, Sata Isobe, Katsumi Matsumura, Yoko Shinozaki, Setsuko Sasaki, Yuko Fujimoto, Maseko Kondo, Ayano Shibuki                                                 |
| 2     | Sowjetunion | Ljudmila Buldakowa, Inna Ryskal, Walentina Winogradowa, Astra Biltauere, Marita Wiktorowna Katuschewa, Ninel Lukanina, Nelli Abramowa, Tatjana Roschtschina, Antonina Ryschowa, Tamara Tichonina, Ljudmyla Hurejewa, Walentyna Myschak |
| 3     | Polen       | Krystyna Czajkowska, Józefa Ledwig, Maria Golimowska, Jadwiga Rutkowska, Danuta Kordaczuk, Krystyna Jakubowska, Jadwiga Marko, Maria Sliwka, Zofia Szcześniewska, Krystyna Krupa, Hanna Krystyna Busz, Barbara Hermel                  |